# Associazione Calcio Udinese 1934-1935
Questa pagina raccoglie i dati riguardanti l'Associazione Calcio Udinese nelle competizioni ufficiali della stagione 1934-1935.

## Rosa
| N. |                   | Ruolo | Calciatore          |
| -- | ----------------- | ----- | ------------------- |
|    | Italia (bandiera) | A     | Mario Abatematteo   |
|    | Italia (bandiera) | D     | Gino Bellotto       |
|    | Italia (bandiera) | D     | Asco Barbotti       |
|    | Italia (bandiera) | A     | Olivo Bertoni       |
|    | Italia (bandiera) | A     | Nello Bresin        |
|    | Italia (bandiera) | C     | Bruno Chizzo        |
|    | Italia (bandiera) | A     | Remo Cossio         |
|    | Italia (bandiera) | C     | Remo Costa          |
|    | Italia (bandiera) | D     | Ferdinando Dal Pont |

| N. |                   | Ruolo | Calciatore       |
| -- | ----------------- | ----- | ---------------- |
|    | Italia (bandiera) | A     | Alvise De Jesu   |
|    | Italia (bandiera) | C     | Attilio Gallo    |
|    | Italia (bandiera) | A     | Gottardo Menini  |
|    | Italia (bandiera) | D     | Sergio Peresson  |
|    | Italia (bandiera) | C     | Rinaldo Petrozzi |
|    | Italia (bandiera) | D     | Giulio Piccoli   |
|    | Italia (bandiera) | C     | Emilio Rancilio  |
|    | Italia (bandiera) | D     | Ugo Schiffo      |
|    | Italia (bandiera) | P     | Giuseppe Tonello |

## Risultati

#### Girone di andata
| 1ª giornata | Schio | 2 – 2 | Udinese |  |

| 2ª giornata | Udinese | 1 – 0 | Pordenone |  |

| 3ª giornata | Fiumana | 2 – 0 | Udinese |  |

| 4ª giornata | Udinese | 7 – 0 | Ponziana |  |

| 5ª giornata | Bassano | 1 – 1 | Udinese |  |

| 6ª giornata | Udinese | 1 – 0 | Pro Gorizia |  |

| 7ª giornata | Bolzano | 0 – 0 | Udinese |  |

| 8ª giornata | Palmanova | 0 – 2 | Udinese |  |

| 9ª giornata | Udinese | 0 – 0 | Marzotto Valdagno |  |

| 10ª giornata | Monfalcone | 1 – 5 | Udinese |  |

| 11ª giornata | Udinese | 4 – 2 | Rovigo |  |

| 12ª giornata | Udinese | 3 – 2 | Trento |  |

| 13ª giornata | Treviso | 2 – 3 | Udinese |  |

#### Girone di ritorno
| 14ª giornata | Udinese | 9 – 0 | Schio |  |

| 15ª giornata | Pordenone | 0 – 3 | Udinese |  |

| 16ª giornata | Udinese | 1 – 0 | Fiumana |  |

| 17ª giornata | Ponziana | 0 – 3 | Udinese |  |

| 18ª giornata | Udinese | 6 – 0 | Bassano |  |

| 19ª giornata | Pro Gorizia | 1 – 1 | Udinese |  |

| 20ª giornata | Udinese | 4 – 1 | Bolzano |  |

| 21ª giornata | Udinese | 3 – 0 | Palmanova |  |

| 22ª giornata | Marzotto Valdagno | 1 – 2 | Udinese |  |

| 23ª giornata | Udinese | – Non disputata | Monfalcone |  |

| 24ª giornata | Rovigo | 3 – 1 | Udinese |  |

| 25ª giornata | Trento | 0 – 0 | Udinese |  |

| 26ª giornata | Udinese | 0 – 0 | Treviso |  |

#### Girone finale
| 1ª giornata | Udinese | 4 – 0 | Sanremese |  |

| 2ª giornata | Reggiana | 2 – 0 | Udinese |  |

| 3ª giornata | Siena | 2 – 1 | Udinese |  |

| 4ª giornata | Sanremese | 1 – 2 | Udinese |  |

| 5ª giornata | Udinese | 0 – 0 | Reggiana |  |

| 6ª giornata | Udinese | 3 – 1 | Siena |  |